# Montauban
Montauban er en mindre fransk provinsby. Den er hovedsæde i departementet Tarn-et-Garonne.
- Wikimedia Commons har flere filer relateret til Montauban